# 格賴恩德島
格賴恩德島（英語：Grinder Island）是南極洲的島嶼，位於瑪麗伯德地，處於斯蒂文頓島西南面24公里，屬於馬歇爾群島的一部分，長13公里、寬2公里，美國地質調查局根據測量和美國海軍拍攝的空中照片繪入地圖，現時由南極條約體系管理。